# کلاه‌خودسپران
کلاه‌خودسپران (نام علمی: Galeaspida) نام یک رده از زیرشاخه مهره‌داران است.